# Барс (спецподразделение ФСИН)
Отдел специального назначения «Барс» (до 1998 года отряд специального назначения «Барс») — спецподразделение Управления Федеральной службы исполнения наказаний России по Волгоградской области. Образован 11 марта 1991 года.

## История
Отряд специального назначения «Барс» был образован ещё во времена существования СССР, 11 марта 1991 года, получив в 1994 году своё имя. Подразделение занимается задачами предупреждения и пресечения преступлений и правонарушений, совершаемых на объектах уголовно-исполнительной системы. В частности, в их задач входят борьба с массовыми беспорядками, захват и нейтрализация особо опасных преступников, обеспечение безопасности при проведении специальных мероприятий, освобождение взятых в заложники людей и охрана должностных лиц ведомства. Спецподразделение работает целенаправленно только по тем лицам, которые, находясь в местах лишения свободы, повторно совершают противоправные действия — и только в тех случаях, когда у ФСИН нет иной возможности разрешить возникшую чрезвычайную ситуацию.
Одну из операций ОСН «Барс» проводил в Камышине, где трое человек, вооружённые заточками и кусками битого стекла, взяли в заложники доктора и медсестру. Все трое преступников сидели за убийства, совершённые с особой жестокостью: взятые в заложники лица были ранены. К зданию колонии подъехали не только бойцы «Барса» и руководство УФСИН, но и родители осуждённых, которые пытались убедить всех троих добровольно сдаться. Операция, которая готовилась несколько часов, прошла ориентировочно за 3—5 минут. Все преступники были нейтрализованы, а заложников удалось спасти.
Первым командиром ОСН «Барс» стал Валерий Паневин, командовавший отрядом с 1993 по 1998 годы. Отряд неоднократно участвовал в контртеррористических операциях на территории таких регионов РФ, как Чеченская Республика, Республика Дагестан, Кабардино-Балкарская Республика и Республика Северная Осетия. В 2003 году в ходе одной из командировок в Чечню погиб сотрудник ОСН «Барс» Виктор Юрицин, награждённый медалью Суворова в 2001 году.
Бойцы «Барса» также принимали участие в контртеррористической операции в Нальчике в октябре 2005 года, освобождая захваченных исламскими террористами заложников, нейтрализуя членов незаконных вооружённых формирований и обыскивая схроны с оружием. В ходе операции в Нальчике группе бойцов пришлось провести 11 часов в бронежилетах V класса (массой 15 кг), пока велась зачистка жилого комплекса.
23 августа 2024 года бойцы отряда участвовали в штурме колонии ИК-19 в городе Суровикино Волгоградской области, в которой заключённые-члены ИГИЛ взяли в заложники сотрудников ФСИН. Террористов застрелили снайперы регионального СОБР, а затем на территорию колонии зашёл «Барс», освободивший заложников. От рук террористов погибли четверо сотрудников ФСИН: трое были убиты в момент начала бунта, четвёртый был жив к моменту освобождения колонии и госпитализирован, но его не удалось спасти.

## Командный состав

### Командиры
- Валерий Паневин (1993—1998)[3][2]
- Сергей Никитин[3][2]

### Заместители
- полковник внутренней службы Александр Дорохов[7]

## Личный состав

### Численность
Ориентировочно численность отряда достигала на 2019 год 150 человек. В структуре «Барса» служат некоторые из обладателей крапового берета: в 2018 году два сотрудника сдали успешно экзамен в Мордовии, а всего на 2024 год более 20 офицеров подразделения носили краповый берет. Среди бойцов есть лица, прежде служившие в ВДВ.
В отделе служат девушки, которые занимаются электронным документооборотом и планом работы отдела, имея соответствующие звания внутренней службы. Многие из бойцов отдела (в том числе командиры) отмечены государственными и ведомственными наградами.

### Подготовка
В составе спецподразделения могут служить лица, имеющие крепкое здоровье и хорошую физическую подготовку. Два раза в неделю они проходят большую полосу с препятствиями в экипировке, масса которой составляет от 30 до 40 кг. Бойцы используют современное вооружение: пистолеты, гладкоствольные ружья, автоматы семейства АК, пистолеты-пулемёты (типа АЕК-919К), револьверные гранатомёты типа РГ-6 и снайперские винтовки. В их распоряжении также есть штурмовые щиты, дубинки, дымовые шашки, взрывчатка и иное снаряжение. В некоторых операциях используются БТР.
В боевую подготовку входят еженедельные стрельбы, тактико-специальные занятия, отработка действий на автобусе и на зданиях, отработка действий при пресечении массовых беспорядков. В учебном городке бойцы проводят свою боевую подготовку, отрабатывая также приёмы рукопашного боя и активно тренируясь в спортзале. Бойцы постоянно проходят альпинистскую подготовку, также большое внимание уделяется снайперской подготовке. В 2007 году сотрудники ОСН «Барс» проводили сборы в горном учебном центре спецназа и покорили пик Аибга на одноимённом хребте, совершив восхождение в полной боевой выкладке.
Сотрудники ОСН «Барс» также участвуют в занятиях и мероприятиях вместе со спецподразделениями других регионов, отрабатывая вопросы тактики действий спецназа по предотвращению террористических атак. Большие учения проходят, как правило, раз в три месяца. В 2023 году бойцы отдела участвовали в занятиях по тактической медицине, проводимой Центром тактической медицины «Сталинград».

## Общественная деятельность
Сотрудники ОСН неоднократно входили в число победителей и призёров региональных и всероссийских чемпионатов по рукопашному бою, стрельбе из боевого оружия и служебному биатлону, а также конкурсов профессионального мастерства. В 2017 году сотрудники УФСИН по Волгоградской области участвовали во Всемирных играх полицейских и пожарных в Лос-Анджелесе. Сотрудник ОСН «Барс» старший лейтенант внутренней службы Кирилл Стрельников выиграл две золотые медали по плаванию на дистанциях 100 м брассом и в эстафете 4 x 50 м. В том же году лейтенант внутренней службы Алексей Кирьянов выиграл чемпионат мира по пауэрлифтингу в весовой категории до 110 кг.
В 2020 году эмблема отряда вошла в Топ-10 эмблем в рамках конкурса, проведённого ФСИН по случаю 30-летия со дня образования первых отделов специального назначения в уголовно-исполнительной системе. В том же году в рамках юбилейных мероприятий в поваренную книгу рецептов ФСИН были включены шулюм из свинины на костре, стерлядь горячего копчения и овощной салат, приготовленные сотрудниками ОСН «Барс» на берегу Волги. Бойцы отдела участвуют в показательных выступлениях в канун праздников.